# Divide Peaks
Die Divide Peaks (in Argentinien Picos Divisor) eine Reihe vereister und bis zu 640 m hoher Berge, die sich im Südosten von Coronation Island im Archipel der Südlichen Orkneyinseln über eine Länge von 3 km in nordwestlicher Richtung erstrecken.
Der Falkland Islands Dependencies Survey nahm zwischen 1956 und 1958 Vermessungen vor. Das UK Antarctic Place-Names Committee benannte sie am 7. Juli 1959 in Anlehnung an die Benennung der Meerenge The Divide.